# CosmoCaixa Barcelona
CosmoCaixa Barcelona és un museu de ciències de la Fundació La Caixa, situat a l'antic Empar de Santa Llúcia del barri de Sant Gervasi - la Bonanova de Barcelona.
El 2006, el Fòrum Europeu de Museus li va atorgar el Premi al Museu Europeu de l’any, i el 2021, va rebre el premi Kenneth Hudson en els Premis al Millor Museu Europeu de l’Any, per la «capacitat de reinventar-se contínuament i desafiar els visitants a pensar i sentir com es pot crear de manera col·laborativa un món millor».

## Activitats i espais
El museu es divideix en diferents espais, tots dedicats a la divulgació en diverses branques específiques de la ciència. A més, també compte amb una cafeteria-restaurant, aparcament propi i llibreria. Entre els espais permanents hi ha:
- La Sala Univers, que presenta un recorregut interactiu que parteix del big-bang i que acaba explorant el cervell humà i les últimes fronteres del coneixement.
  - L'espai Kósmos, que permet descobrir les lleis de la física que regeixen la natura, agrupades en un primer bloc temàtic que engloba les lleis de conservació, les lleis de la dinàmica, les ondes i les seves característiques, l’òptica, els fluids, la termodinàmica o la quàntica. Els visitants poden experimentar amb alguns dels mòduls més clàssics del museu i també amb uns altres de ben nous i sorprenents. En un segon bloc dedicat al sistema solar i la Terra, descobriran les característiques físiques que han fet possible que la matèria hagi pogut arribar a un nou nivell evolutiu: la vida.[2]
  - La secció Evolució, que abraça el període que comença amb l’origen de la vida fa uns 4.000 milions d’anys i recorre la seva història, des de l’aparició dels primers éssers unicel·lulars, microorganismes extraordinàriament simples, fins als primers passos de la humanitat. Aquest espai també us mostrarà el progrés de la vida a la Terra, un camí sense fi vers la complexitat, fent servir recursos que inclouen animals vius, fotografies estereoscòpiques, reproduccions digitals d’avantguarda i fòssils d’una bellesa espectacular i un gran valor científic que ens ajudaran a entendre els secrets de la vida i els mecanismes que regeixen l'evolució al nostre planeta.[3]
  - La secció Fronteres, en la qual es pot veure que només la ment humana té la capacitat de preguntar-se per les lleis que governen l’univers i com descobrir-les. Un gran dom en forma de cervell és el protagonista d’aquesta secció dedicada a les fronteres del coneixement. Amb el cervell humà com a personatge principal, podreu descobrir com funciona aquest òrgan excepcional.[4]

- El Bosc Inundat, on es recrea un fragment de la selva amazònica, un ric i fràgil ecosistema en què poder descobrir autèntics tresors mediambientals i científics en els seus tres àmbits (sota terra, a l'aigua i des de l'aire), cosa que contribueix a crear consciència sobre la necessitat de preservar-ho. Els animals més apreciats d'aquesta secció eren els capibares, l'últim dels quals, una femella anomenada «Tinka», va morir el juny del 2022.[5]

- El Mur Geològic, que mostra els secrets de la geologia de la Terra amb 7 grans peces de roca que procedeixen d'indrets diversos. Té una longitud total de 24 metres.

- El Planetari, una instal·lació per gaudir d’un sistema de projecció a cúpula completa, amb una programació que canvia periòdicament per oferir projeccions de divulgació astronòmica i científica.

També hi ha espais amb activitats orientades al públic infantil, com Clik, on els més menuts poden fer descobriments científics amb imans o el túnel del vent, amb música o miralls; Micràrium, una activitat que vol estimular l’interès pel que no es veu o allò microscòpic; Creactivity, que disposa de zones perquè els infants a partir de 7 anys practiquin l’art de pensar amb les mans; Planetari Bombolla, un espai per gaudir del primer contacte amb el món de l’astronomia, o Lab Math: jocs, puzles, laberints, endevinalles i tota mena de reptes per posar en marxa el cantó positiu, lògic i creatiu.

## Exposicions temporals
- Nikola Tesla, el geni de l'electricitat moderna
- Miralls, dins i fora de la realitat
- Tintín i la Lluna
- Tyrannosaurus Rex
- Robots. Els humans i les màquines

## Directors
- Jorge Wagensberg Lubinski
- Anna Sanahuja
- Lluís Noguera Jordana (2013-2019)
- Valentí Farràs Company (2019-)[6]

## Galeria

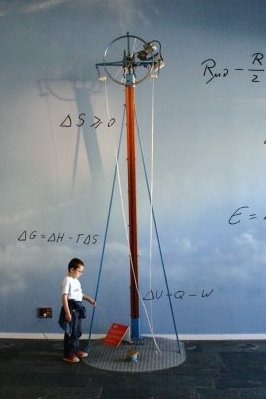
Vestíbul
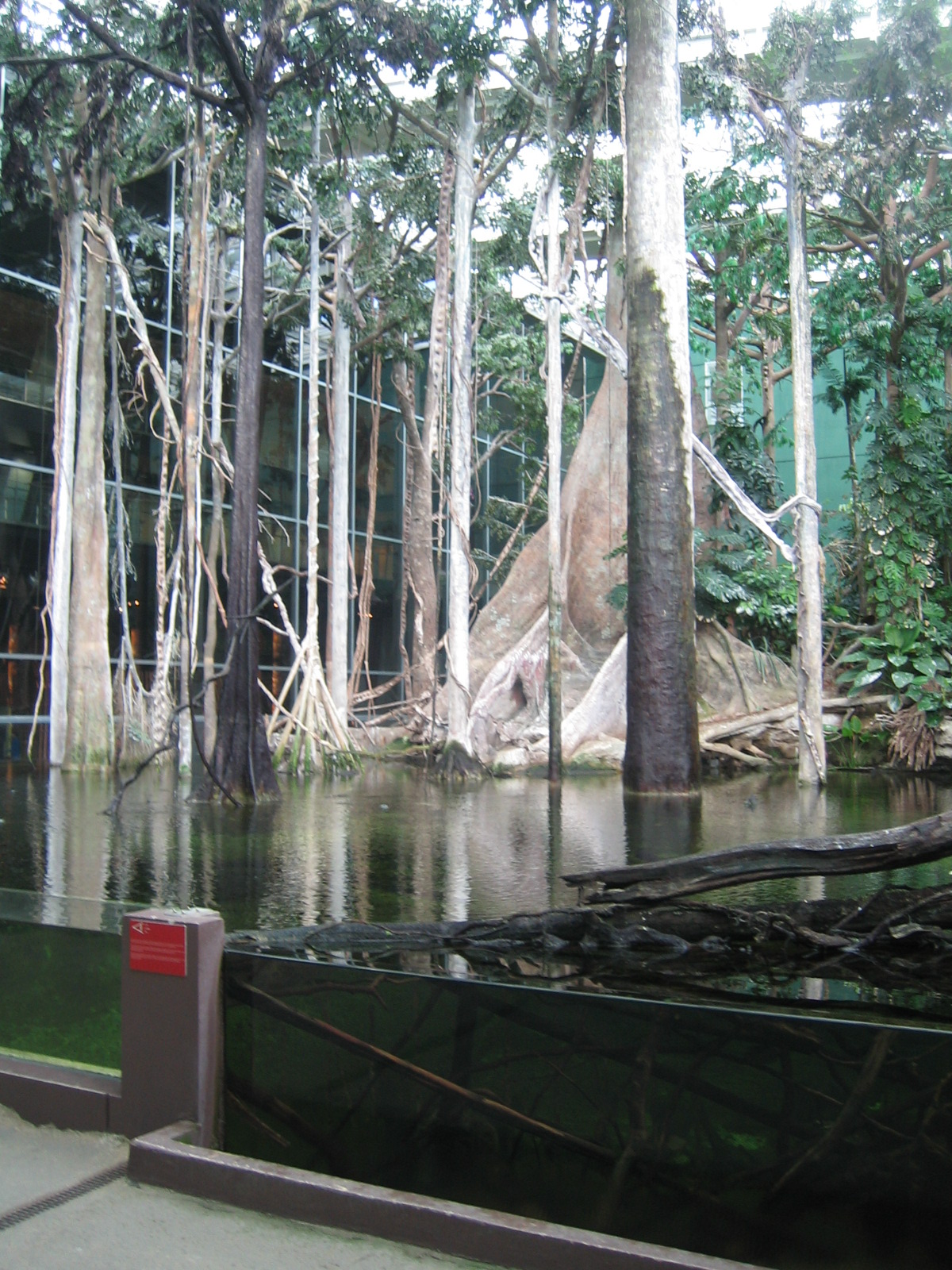
El bosc inundat
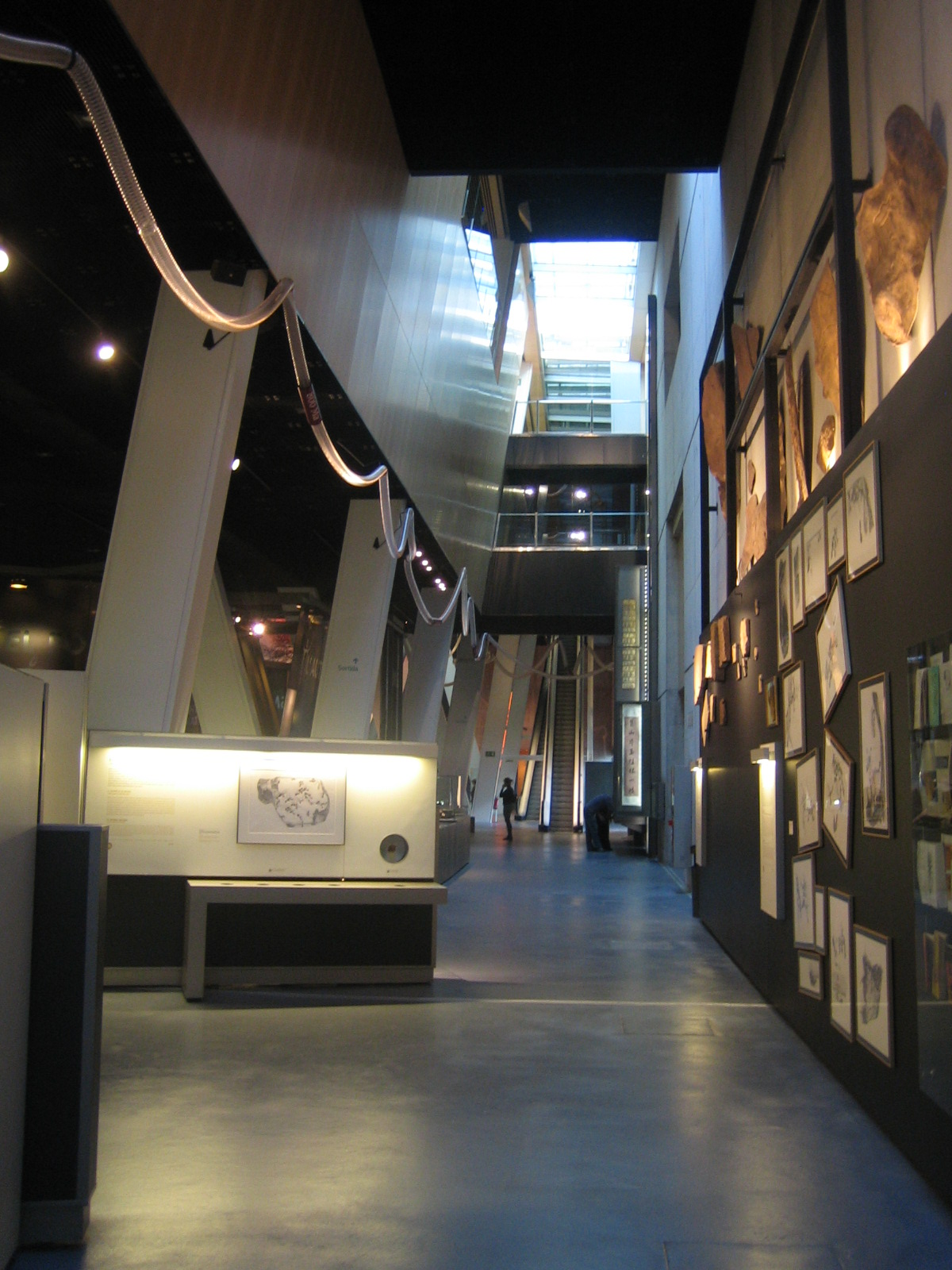
Planta baixa
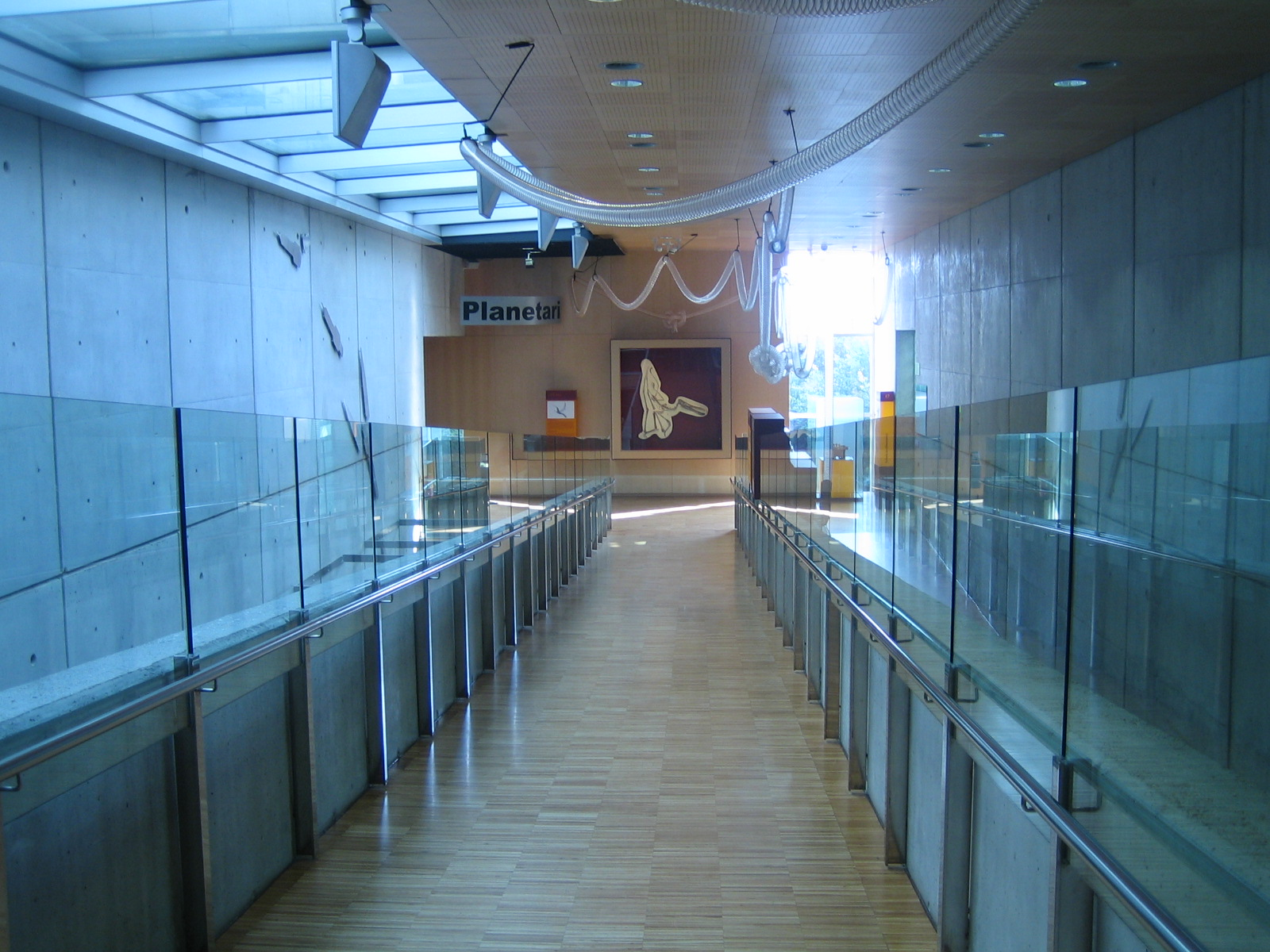
Accés al Planetari